# Южная зона ПВО
Южная зона ПВО — оперативное объединение войск ПВО СССР накануне и во время Великой Отечественной войны осуществлявшее оборону войск и важных административно-политических и промышленных центров, расположенных в границах Одесского военного округа.

## История формирования и боевой путь
Южная зона ПВО была образована приказом НКО от 14 февраля 1941 года. В июне 1941 года зоной командовал комдив Буриченков Г. А., начальником штаба был майор Андреев К. М.
В состав зоны входили:
- 15-я бригада ПВО (Одесса),
- Кишиневский бригадный район ПВО,
- Первомайский бригадный район ПВО,
- Запорожский бригадный район ПВО,
- Николаевский бригадный район ПВО (НК ВМФ),
- Крымский бригадный район ПВО (НК ВМФ).

В августе 1941 года управление Южной зоной ПВО было расформировано, а соединения и части подчинены непосредственно командованию Южного фронта.

## Командующий
- комдив Буриченков Георгий Андреевич[3]

## Штаб
- город Одесса[4]

## Период нахождения в действующей армии
Южная зона ПВО в действующей армии находилась:
- с 22 июня по 29 августа 1941 года.